# Битка на Малешевцима
Битка на Малешевцима одиграла се 28. новембра 1942. године између партизанских и четничких јединица у сјевероисточној Босни. У овој битци партизани су остварили значајну побједу, која се сматра најважнијом побједом партизанских снага над четницима у овом региону. Након ове битке, четничке јединице до краја рата нису биле у стању да поврате своју претходну снагу на овом подручју.
Овом битком уништена је "ударна снага" четника на овом простору, а неки аутори битку сматрају "прекретницом у развоју народноослободилачког покрета у читавој тузланској области".
Битка се одиграла на подручју око Јовановића брда (315 мнв.), изнад села Малешевци и Тутњевац, код Угљевика. На овом терену четнички командант Ђуро Бижић изградио је ровове, које је локално становништво називало "Ђуриним Дарданелима". 
Јовановића брдо, које је постало симболичко мјесто ове битке, данас је препознатљиво по споменицима за обје сукобљене стране, а народ га и даље назива "Ђурин штаб".
Оскар Данон - југословенски композитор рањен је у овој бици.

## Увод
У новембру 1942. године, партизанске снага од заробљених четника сазнају да са Требаве и Озрена креће помоћ четницима на Мајевици. На темељу тих информација и борби које су се водиле око Лопара 23. и 24. новембра, а које су Нијемци заузели, у Доњој Трнови је одржан заједнички састанак Покрајинског комитета КПЈ, Главног штаба за Босну и Херцеговину, Главног штаба за источну Босну и Штаб Шесте бригаде. Командант Главног штаба за Босну и Херцеговину, Угљеша Даниловић, закључио је да непријатељ припрема напад с јачим снагама на Мајевицу. Наредио је да се Шеста бригада и одреди прикупе у Доњој Трнови, како би се четници потукли прије него што њемачке и усташко-домобранске снаге крену у офанзиву.
Било је познато да се четници окупљају у селу Малешевцима, гдје се налазио штаб команданта Ђуре Бижића (у Ружичића кући).  
У Малешевцима се налазила група четника Ђуре Бижића (тзв. Дрински батаљон са 400-500 четника), требавски четници под командантом попа Димитрија Стефановића (тзв. Посавски четнички батаљон са око 500 четника), посавски четници под командом капетана Ј. Прњатовића (тзв. Брчански четнички батаљон са око 150 четника), четнички батаљон Р. Керовића (око 200 четника), те четнички штаб за Славонију под командом капетана Жарка Милуровића- Угрина с пратњом од око 20 четника. 
Према информацијама које су стизале, Главни штаб одлучио је да напад треба усмјерити управо на Малешевце. 

## План напада
Напад је био организован у три колоне, које су кренуле из Доње Трнове и имале за циљ да опколе и нападну четничке положаје. 
Лијева колона, под командом Пере Косорића, замјеника команданта Шесте бригаде, састојала се од Првог и Трећег батаљона Шесте бригаде и Првог батаљона Сремског одреда. Ова колона кренула је нешто прије осталих јединица, преко Просјеке, Мезграје и Тобута, са задатком да избије на Удригово. Један батаљон је требало да запосједе Мамутову воду, а остала два батаљона нападну Малешевце с јужне стране.
Десну колону, коју је предводио Станко Лужајић Милан, командант Сремског одреда, сачињавали су Други батаљон Шесте бригаде и Други батаљон Сремског одреда. Њихов задатак био је да се преко Сухопоља и Српских Јањара пробију до села Забрђа и, с те стране, преко Обренове косе, ударе на Малешевце.
Средњу колону, у којој се налазио оперативни дио штаба Шесте бригаде, сачињавали су Пратећа чета, Јабланички батаљон и Четврти батаљон Шесте бригаде. Ова колона имала је задатак да се уједини са осталим колонама и учествује у нападу на Малешевце.
Према планираним задацима, све три колоне требало је да, током ноћи, пређу више од 30 километара и стигну на своје полазне положаје. Напад је био предвиђен за тачно у 6 сати ујутро, када су све јединице требале да започну напад на четничке положаје у Малешевцима.

## Ток битке
У поподневним часовима 27. новембра, из Доње Трнове кренули су Шеста бригада, Сремски одред и Јабланички батаљон, који је тог дана постао Први батаљон обновљеног Мајевичког партизанског одреда. План је био напасти четнике у селима Забрђу, Пушковцу и Малешевцима пред свануће.
Битка је започела у 6 часова ујутро, када су партизанске колоне прешле у напад. У борби која се убрзо развила, око 1.400 четника нашло се у обручу, од којих 500 долази с Требаве. У почетку није био предвиђен толики број непријатељских снага, нити је напад на Малешевце био замишљен као кључна битка с четницима на Мајевици.
Дио партизанских снага, под командом Пера Косорића, замјеника команданта Шесте бригаде, кренуле су према Малешевцима. Већ у Тутњевцу заробили су педесетак четника. Чело колоне је убрзо дошло до Малешеваца, гдје су команданти батаљона Вукашин Суботић и Перо Косорић дали наређења за напад на четничке положаје. Четници су, охрабрени својом бројношћу, прихватили борбу, али је један дио четника, предвођен Керовићем, покушао пробити обруч и повући се према гребену Мајевице.
Борба се интензивирала изнад Малешеваца, на брду Мраморје, гдје су четници пружили снажан отпор, но након вишеструких покушаја пробијања, били су присиљени да се повуку. Иако су у почетку успјели задржати партизанске нападаче, касније су, под притиском партизанских батаљона, били присиљени на повлачење.
У послијеподневним сатима, након жестоке борбе, на Мраморју је пронађено више од 600 заробљених четника, а борба је резултирала великим губицима на страни четника: око 250 мртвих и рањених, док су партизанске снаге претрпјеле губитке од 12 погинулих и око 30 рањених бораца. У борби је заплијењена велика количину оружја, муниције и опреме, укључујући 32 пушкомитраљеза, четири тешка митраљеза и више од 800 пушака, као и четничка архива.
Сви четнички комаданти који су учествовали у бици су настрадали, сем Радивоја Керовића који је успио, и прије саме битке, да се пробије према Прибоју. Око 300 четника се пробило према Корају и Посавини.
У бици су, на страни НОВЈ, погинули, касније проглашени Народни хероји Југославије Бранко Милутиновић и Исмет Капетановић.
Битка на Малешевцима била је кључна побједа за партизане, а многи су борци овај успјех схватили као освету за претходни напад четника на Вукосавце, 20. фебруара 1942. године, када су погинули бројни партизански команданти. Борци Другог батаљона су узвикивали: "Малешевци за Вукосавце", сматрајући ову побједу као освету за све погинуле саборце.
По окончању битке, око 40-ак заробљених четника прешло је у партизанске јединице.
Битка на Малешевцима представљала је тежак пораз за четнике Семберије и Мајевице, док су партизанске снаге наставиле јачати своју присутност.

###### Напомена
Учесници битке и историографи који су се бавили догађајима након Другог свјетског рата користе топоним Мраморје за означавање локације битке и положаја четника Ђуре Бижића, често уз додатно навођење назива Лазића брдо. Према Топографској карти Војногеографског института, брдо на којем је изграђен споменик битке означено је као Јовановића брдо (315 мнв), док је Лазића брдо народни назив за суседно брдо, које на поменутој топ. карти није означено топонимом него само надморском висином (312 мнв.).

## Споменици
- Споменици на Јовановића брду
- Споменик партизанима. Споменик је подигнут након Другог свјетског рата. Споменик је изложен сталној вандализацији. Фотографија настала у фебруару 2009. године
- Споменик четницима.  Споменик је подигнут деведесетих година 20. вијека. У позадини се види дрвени крст који су поштоваоци четника првобитно подигли неколико година прије изградње споменика. Споменик је 2023. године обложен лименим плочама. Фотографија настала у фебруару 2009. године

- Споменик у Горњем Забрђу
- Споменик погинулим четницима изграђен је 2020-их година у дворишту цркве у Горњем Забрђу, на месту гдjе су сахрањени.